# 城内实
城内实（日语：／ Kiuchi Minoru，1965年4月19日—）是日本政治家、原外务官员、自由民主党所属的众议院议员（5届）、环境副大臣、星槎大学客座教授。曾担任外交大臣政务官（第2次安倍内阁）、外务副大臣（第2次安倍改造内阁、第3次安倍内阁）。
担任警察厅长官（第15代）的城内康光是其父亲。1989年毕业于东京大学教养学部国际关系论分科后，进入外务省。2002年11月退休。2003年11月首次当选众议院议员。

## 荣誉

### 外国勋章奖章
- 奥兰治-拿骚大军官勋章（荷兰，2014年10月25日公布[2]）：荷兰国王威廉-亚历山大于2014年10月29日至31日对日本进行国事访问。